# みやき町
みやき町（みやきちょう）は、佐賀県東部、三養基郡に位置する町。

## 地理

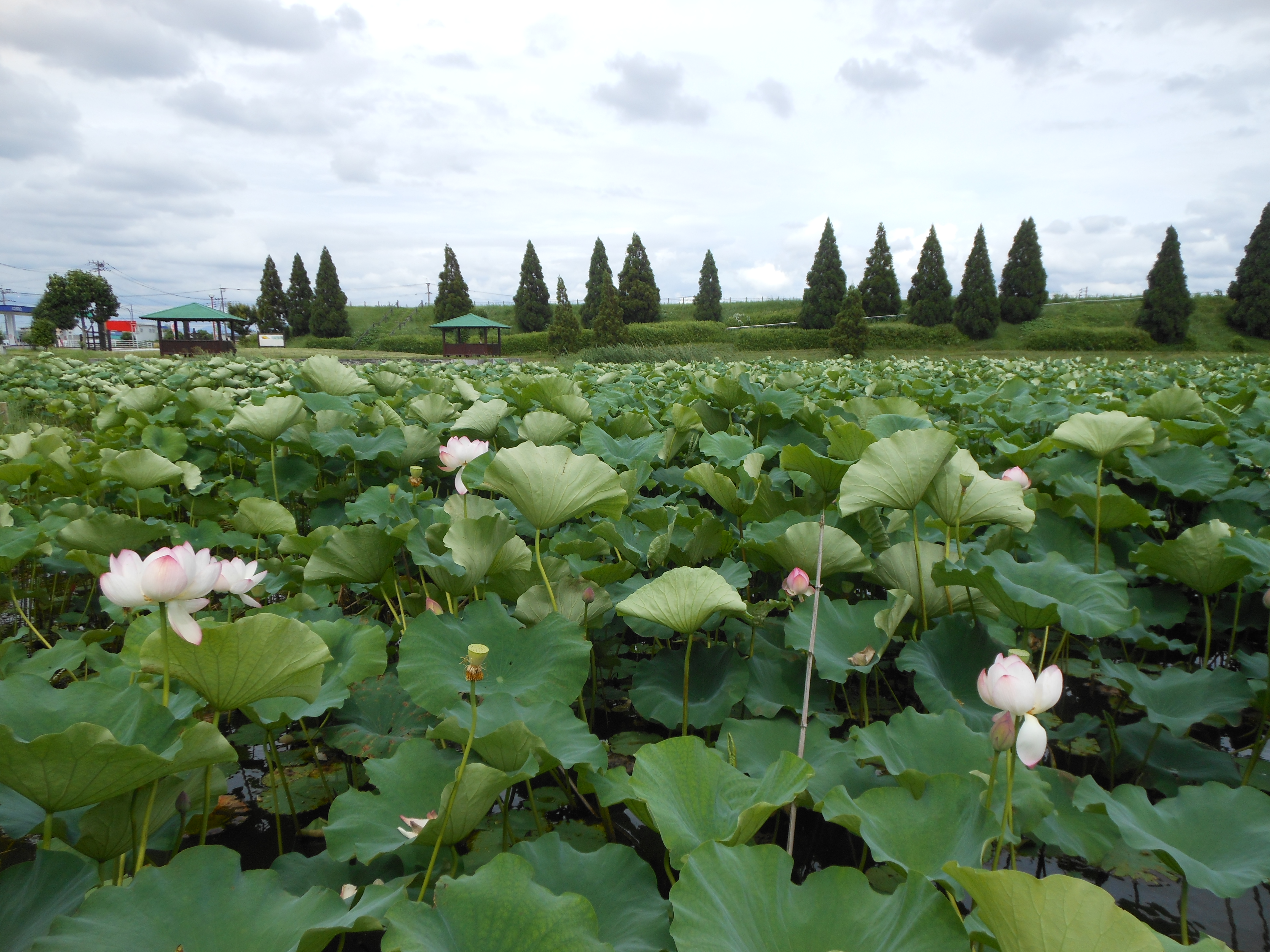
千栗土居公園。千栗土居（千栗堤）は江戸時代に築造された筑後川堤防。

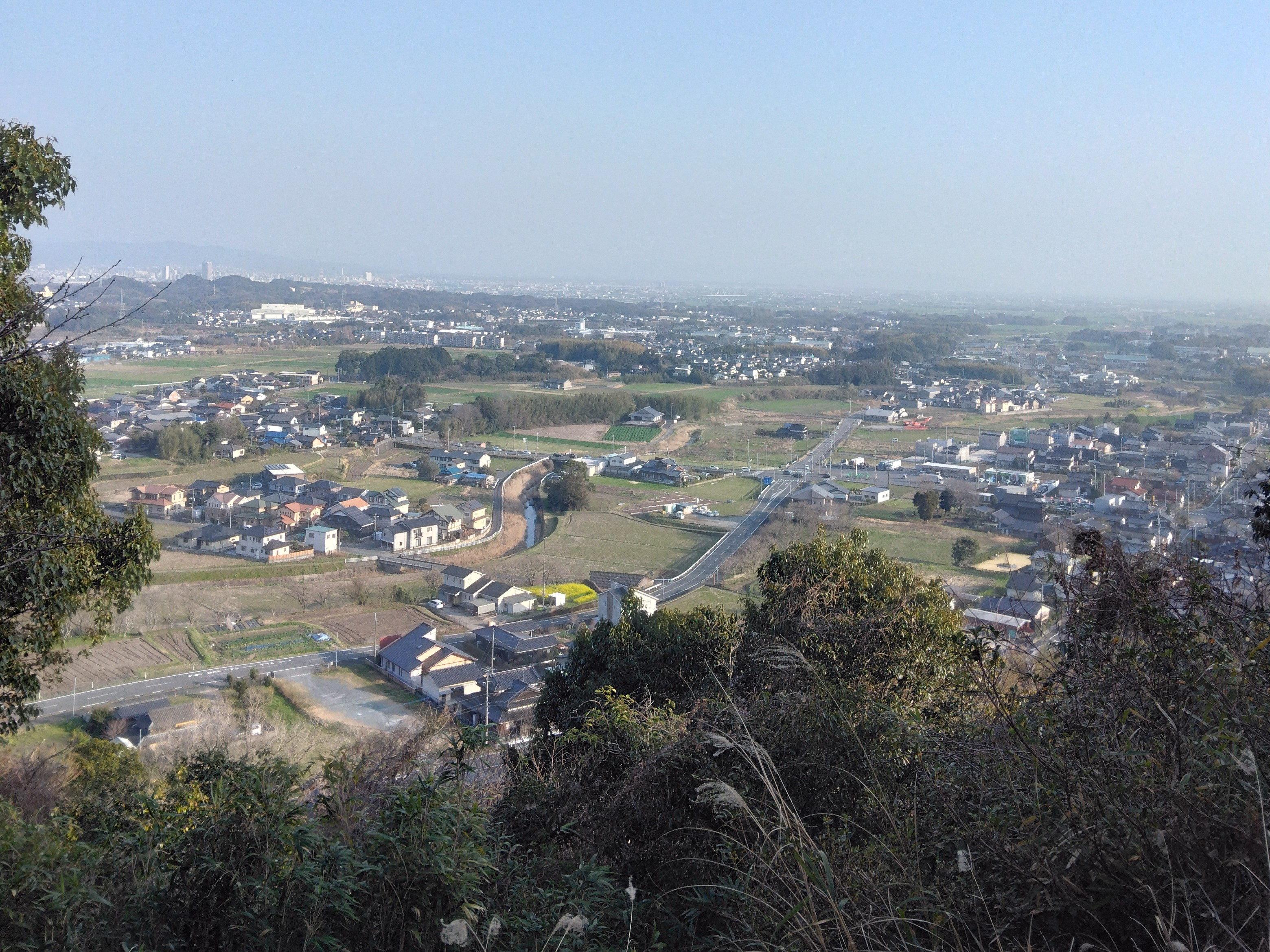
風天山から遠望した寒水川と佐賀平野の丘陵地帯

佐賀県の東部、佐賀市から東側約20km、福岡市から南側約30kmの場所に位置している。北部には筑紫山地（脊振山地）があり、南部に筑後川が流れている。北部と南部で福岡県に接しており、特に南部では県境が複雑に入り組んでいる。
地形は、北部の中原地区と北茂安地区の一部が山地になっているが、それ以外の地域は筑紫平野の一角をなす平地である。とくに筑紫平野の佐賀県部分は佐賀平野に含まれる、沖積平野である。

### 地形
- 山岳:石谷山(754m）・鷹取山(404m）
- 河川:開平江川・・切通川・寒水川・筑後川・広川・古川

### 隣接している自治体
- 佐賀県
  - 三養基郡上峰町
  - 鳥栖市
  - 神埼市
  - 神埼郡吉野ヶ里町
- 福岡県
  - 久留米市
  - 那珂川市

### 地域
| 地域   | 面積/km2 | 世帯 | 人口  | 旧町村   | 位置 | 町・字                                                  |
| ------ | -------- | ---- | ----- | -------- | ---- | ------------------------------------------------------- |
| 中原   | 18.90    | 2808 | 08243 | 中原町   | 北   | 原古賀・簑原                                            |
| 北茂安 | 16.62    | 3587 | 10924 | 北茂安町 | 中央 | 江口・白壁・中津隈・東尾                                |
| 三根   | 16.37    | 2042 | 07008 | 三根町   | 南   | 旧南茂安村:坂口・天建寺・西島 旧三川村:市武・東津・寄人 |
| 計     | 51.89    | 8437 | 26175 |          |      |                                                         |

1. 1 2  2010年10月1日

### 地名
大字および行政区を列挙する。
中原地区

| - 原古賀（はるこが） - 綾部（あやべ） - 原古賀（はるこが） - 石井（いしい） - 東寒水（ひがししょうず） - 西寒水（にししょうず） - 上地（あげち） - 高柳（たかやなぎ） | - 簑原（みのばる） - 山田（やまだ） - 香田（こうだ） - 簑原（みのばる） - 姫方（ひめかた） - 中原（なかばる） |

北茂安地区

| - 白壁 - 石貝（いしがい） - 石貝団地（いしがいだんち） - 市原（いちばる） - 皿山（さらやま） - 座主野（ざすの） - 白石（しらいし） - 白壁（しらかべ） - 千栗（ちりく） | - 江口 - 江口（えぐち） - 笹野（ささの） - 中野（なかの） - 西大島（にしおおしま） - 東大島（ひがしおおしま） - 豆津（まめづ） | - 中津隈（なかつくま） - 板部(いたべ) - 中津隈西（なかつくまにし） - 中津隈東（なかつくまひがし） - 東尾 - 西尾（にしお） - 東尾（ひがしお） |

三根東地区

| - 西島（にしじま） - 田島（たしま） - 田中（たなか） - 西分（にしぶん） - 東分（ひがしぶん） - 本分（ほんぶん） | - 天建寺(てんけんじ) - 土井内 (どいうち) - 土井外 (どいほか) - 南島（みなみじま） - 持丸 (もちまる) | - 坂口 - 坂口（さかぐち） - 納江（のうえ） - 浜田（はまだ） |

三根西地区

| - 寄人（よりうど） - 和泉（いずみ） - 大坂間（おおざかま） - 新村（しんむら） - 続命院 (ぞくみょういん) - 直代 (ちょくたい) - 南里ヶ里 (なんりがり) | - 市武 - 市武（いちたけ） - 江見（えみ） - 新町（しんまち） - 六田（ろくた） | - 東津 - 東津（ひがしつ） - 松枝（まつえだ） - 向島（むこうしま） |

### 人口
| |                                          |  |
| みやき町と全国の年齢別人口分布（2005年） | みやき町の年齢・男女別人口分布（2005年） |  |
| ■紫色 ― みやき町 ■緑色 ― 日本全国 | ■青色 ― 男性 ■赤色 ― 女性                |  |
| みやき町（に相当する地域）の人口の推移 \| 1970年（昭和45年） \| 24,754人 \| \| \| 1975年（昭和50年） \| 26,164人 \| \| \| 1980年（昭和55年） \| 27,757人 \| \| \| 1985年（昭和60年） \| 28,759人 \| \| \| 1990年（平成2年） \| 28,702人 \| \| \| 1995年（平成7年） \| 28,625人 \| \| \| 2000年（平成12年） \| 28,176人 \| \| \| 2005年（平成17年） \| 27,157人 \| \| \| 2010年（平成22年） \| 26,175人 \| \| \| 2015年（平成27年） \| 25,278人 \| \| \| 2020年（令和2年） \| 25,511人 \| \| |                                          |  |
| 総務省統計局 国勢調査より |                                          |  |
| 1970年（昭和45年） | 24,754人                                 |  |
| 1975年（昭和50年） | 26,164人                                 |  |
| 1980年（昭和55年） | 27,757人                                 |  |
| 1985年（昭和60年） | 28,759人                                 |  |
| 1990年（平成2年） | 28,702人                                 |  |
| 1995年（平成7年） | 28,625人                                 |  |
| 2000年（平成12年） | 28,176人                                 |  |
| 2005年（平成17年） | 27,157人                                 |  |
| 2010年（平成22年） | 26,175人                                 |  |
| 2015年（平成27年） | 25,278人                                 |  |
| 2020年（令和2年） | 25,511人                                 |  |

## 歴史
みやき町は平成の大合併により誕生した。

### 沿革
- 1889年（明治22年）4月1日 - 町村制施行により中原村、北茂安村、南茂安村、三川村が誕生
- 1955年（昭和30年）4月1日 - 南茂安村、三川村が合併、三根村が発足
- 1962年（昭和37年）5月1日 - 三根村が町制施行。三根町となる
- 1965年（昭和40年）4月1日 - 北茂安村が町制施行。北茂安町となる
- 1971年（昭和46年）4月1日 - 中原村が町制施行。中原町となる
- 2005年（平成17年）3月1日 - 中原町、北茂安町、三根町が合併、みやき町が発足

### 町名の由来
「みやき」は当町が属する「三養基郡（みやきぐん）」の読みに由来しており、三養基郡の名前は合併前の3郡「三根郡（みねぐん）」「養父郡（やぶぐん）」「基肄郡（きいぐん）」の頭文字を並べたものである。ただし、現在のみやき町の町域は上記3郡のうち、旧三根郡・旧養父郡だった部分のみで構成されている。
町名は旧中原町、旧三根町、旧北茂安町の町民からの公募で決定された。町名の最終候補には「三養基町」「なみき町」「三養町」などがあった。この「なみき町」は中原（なかばる）、三根（みね）、北茂安（きたしげやす）の頭文字を並べたものである。また「三養町」は、上記の通り三養基郡のうち旧三根郡・旧養父郡にあたる部分での合併となることと、三つの町が自然などを養い発展させるイメージからの命名であった。なお、当町は佐賀県で最初のひらがな名の市町村である。

### 福岡県西方沖地震
福岡県西方沖地震で、震度6弱の激しい揺れを観測した。酒店の積み上げられた容器が崩れるなどの被害はあったが、家屋倒壊などの被害はない。

## 行政

### 歴代町長
（2005年-）歴代町長
| 代   | 氏名     | 就任年月日    | 退任年月日   | 備考 |
| ---- | -------- | ------------- | ------------ | ---- |
| 初-4 | 末安伸之 | 2005年4月16日 | 2021年4月9日 |      |
| 5    | 岡毅     | 2021年4月10日 | 現職         |      |

### 議会
- 議会定数：16名[1]

### 町役場所在地
- みやき町役場（旧北茂安町役場）：三養基郡みやき町大字東尾737－5
- 中原庁舎（旧中原町役場）：三養基郡みやき町大字原古賀1043
- 三根庁舎（旧三根町役場）：三養基郡みやき町大字市武1381

### 県政
三養基郡選挙区から選出される佐賀県議会議員の定数は2議席である。

### 国政
- 衆議院 - みやき町は、佐賀県第1区。比例区では九州ブロックに属する。詳細は、それぞれの選挙区を参照のこと。

- 参議院 - みやき町は、佐賀県選挙区（全県区、定数2議席）に属する。

### 警察
- 鳥栖警察署
  - 交番
    - 東尾交番

  - 駐在所
    - 中原駐在所
    - 三根駐在所
    - 持丸駐在所

### 消防
- 鳥栖・三養基地区消防事務組合
  - 西消防署

## 産業

### 農業
平野部での米の生産が中心。

### みやき町に本社を置く主な企業
- 天吹酒造
- 大栄工業
- ピックルスコーポレーション西日本

### みやき町に工場・事業所を置く主な企業
- 日本特殊塗料九州工場
- ニシケン総合センター
- 日之出水道機器佐賀工場
- 大電佐賀事業所、中原工場
- 佐賀NOK鳥栖工場

## 市外局番
- 市外局番は全域が0942である。
  - 久留米MA市内局番
    - 89 - 北茂安地区
    - 94 - 中原地区
    - 96 - 三根地区

## 金融機関
- 佐賀銀行中原支店、北茂安支店、三根出張所(北茂安支店内)
- 佐賀共栄銀行江見支店
- 佐賀東信用組合中原支店

## 郵便

### 郵便局
- 江見郵便局（集配局。「840-11」区域を担当。）
- 北茂安郵便局
- 肥前中原郵便局（集配局。「849-01」区域を担当。）
- 千栗簡易郵便局
- 東津簡易郵便局
- 簑原簡易郵便局
- 持丸簡易郵便局

### 郵便番号
| 地域   | 郵便番号 |
| ------ | -------- |
| 西島   | 840-1101 |
| 天建寺 | 840-1102 |
| 坂口   | 840-1103 |
| 東津   | 840-1104 |
| 寄人   | 840-1105 |
| 市武   | 840-1106 |
| 原古賀 | 849-0101 |
| 簑原   | 849-0102 |
| 江口   | 849-0112 |
| 東尾   | 849-0113 |
| 中津隈 | 849-0114 |
| 白壁   | 849-0111 |

## 健康・福祉
統計はすべて2010年10月1日の国勢調査のもの。
- 平均年齢 ： 48.19歳
  - 年少人口(0 - 14)割合：12.12%
  - 生産年齢人口(15 - 64)割合：59.76%
  - 老年人口(65 - )割合：28.11%

### 病院
- 国立病院機構東佐賀病院
- 大島病院

## 交通

### 公共交通機関

#### 鉄道
- ■長崎本線（JR九州）
  - 中原駅

町域が南北に長く、北部に位置する中原駅は南部の北茂安地区や三根地区などから遠いため、自家用車や路線バスで久留米市内の鉄道駅を利用することもある。

#### 路線バス

##### 一般路線バス
西鉄バス佐賀（40番のみ西鉄バス久留米と共同運行）
- 40 （神埼線）
  - （久留米方面） - 千栗八幡宮前 - 千栗 - 通瀬橋 - 北茂安小学校前 - 東尾 - 板部 - 中津隈宮前 - 中津隈 - （神埼・佐賀方面）
  - （久留米方面） - 千栗八幡宮前 - 石貝団地入口 - （ニュータウン青葉台方面）
    - 久留米市より長門石橋・県道22号経由で町中部を東西に横断し、佐賀市へ向かう路線。久留米市～吉野ヶ里町は毎時3本ほど運行されている。
- 45 （江見線）
  - （久留米方面） - 豆津 - 大野 - 笹野団地前 - 中野 - 瀬戸 - 江口 - 杉土井団地前 - 東分 - 西島 - 本分 - 江見 - 六田 - 和泉 - 寄人橋 - 直代 - 続命院 - （佐賀方面）
    - 久留米市より豆津橋・国道264号経由で町南部を東西に横断し、佐賀市へ向かう路線。
- 41 （綾部線）
  - （久留米方面） - 豆津 - 市原 - 千栗 - 道瀬橋 - 北茂安小学校前 - 東尾 - 板部 - 上板部 - 大電前 - 国立東佐賀病院入口 - 国立東佐賀病院前 - 東寒水 - 中原 - 中原駅前 - 小学校前 - 綾部 - 蓑原 - 幸田 - 赤岸 - （鳥栖方面）
    - 久留米市より町内を南北に縦断し、鳥栖市へ向かう路線。
- 43 （鳥栖 - 神埼線）
  - （鳥栖方面） - 山ノ内 - 東中原 - 姫方原団地前 - 中原 - 原古賀住宅前 - （神埼方面）
    - 鳥栖市より町北部を国道34号経由で東西に横断し、神埼市へ向かう路線。

コミュニティバス
- みやき町コミュニティバス - みやき町が主体となり町内を運行する。みやき中央線・三根東線・中原線・三根西線・北茂安線の5路線。鳥栖構内タクシーが受託運行。運賃は100円均一。
- よりみちバス「インガット号」 - 久留米市が主体となり久留米市城島地域（旧城島町）を運行する。みやき町域の旧三根町域中心部と久留米市城島地域を結ぶ路線がある。

##### 高速バス
中原バスストップ（高速中原）に停車。
- 西日本鉄道
  - わかくす号：佐賀市 - 中原 - 高速基山 - 福岡空港・福岡市

### 道路

#### 高速道路
町内にインターチェンジ（以下「インター」）はないが、鳥栖ジャンクションが近いため、周辺のインターを使い分けることも出来る。カッコ内に利便性が高い行先・方面を記す。
- 長崎自動車道
  - 東脊振インター（長崎市・佐世保市方面）
- 九州自動車道・大分自動車道・長崎自動車道
  - 鳥栖インター（福岡市・北九州市方面・日田市・大分市方面）
- 九州自動車道
  - 久留米インター（熊本市・鹿児島市方面）

#### 一般国道
- 国道34号（長崎街道）
- 国道264号（通称「江見線」）

#### 主要地方道
- 佐賀県道・福岡県道19号諸富西島線
- 佐賀県道22号北茂安三田川線
- 佐賀県道31号佐賀川久保鳥栖線（通称「川久保線」）

#### 一般県道
| - 佐賀県道・福岡県道133号坊所城島線 - 福岡県道136号入部中原停車場線・佐賀県道136号早良中原停車場線 - 佐賀県道・福岡県道138号西島筑邦線 - 福岡県道・佐賀県道144号中津天建寺武島線 - 佐賀県道・福岡県道145号江口長門石江島線 - 佐賀県道・福岡県道146号坂口藤吉線 | - 佐賀県道210号市武神埼線 - 佐賀県道211号市武諸富線 - 佐賀県道277号江口東尾線 - 佐賀県道280号中津隈原古賀線 - 佐賀県道336号中原鳥栖線 |

## 教育

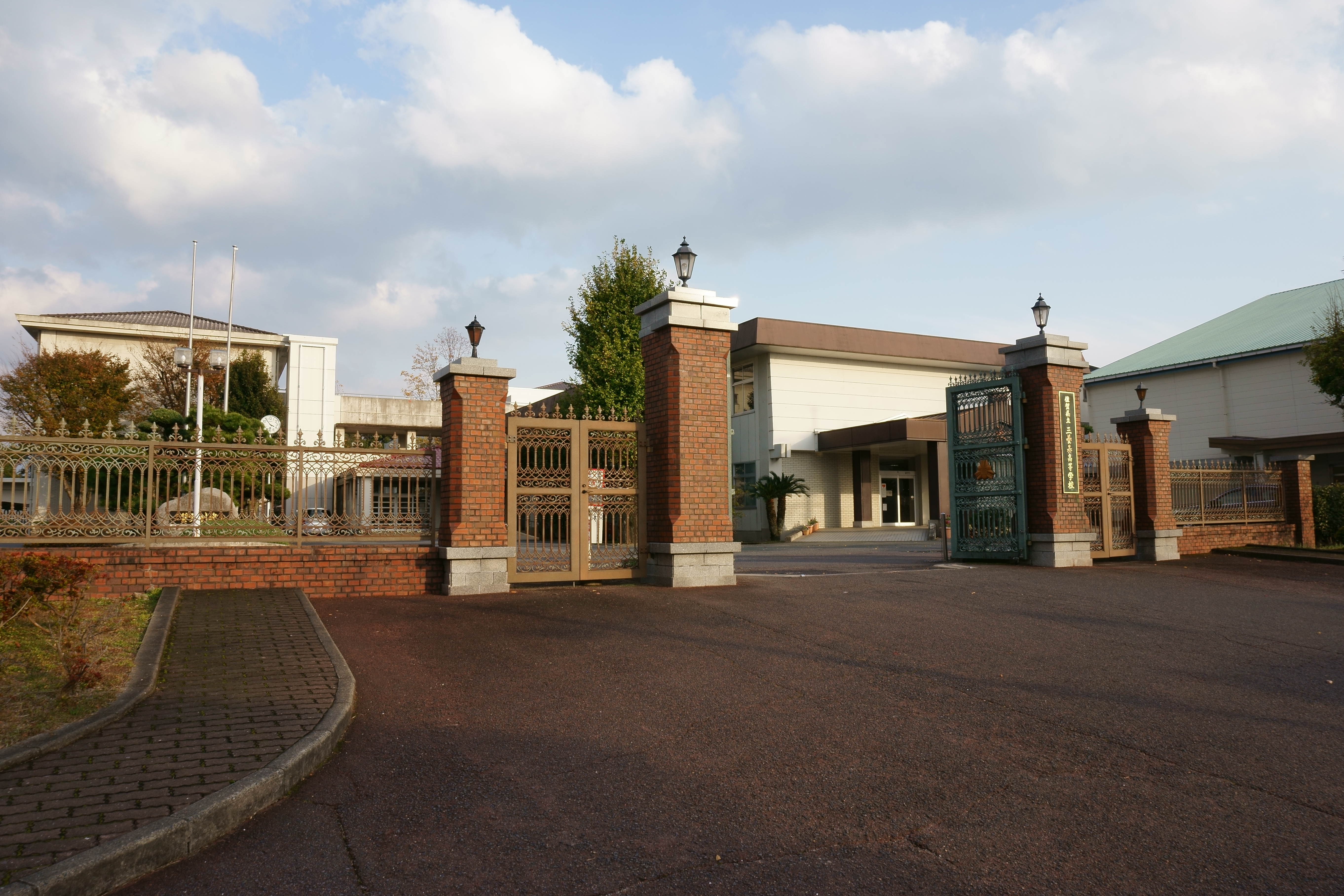
三養基高等学校

### 高等学校
- 佐賀県立三養基高等学校

### 中学校
- 町立
  - 中原中学校
  - 北茂安中学校
  - 三根中学校

### 小学校
- 町立
  - 中原小学校
  - 北茂安小学校
  - 三根東小学校
  - 三根西小学校

### 特別支援学校
- 佐賀県立中原養護学校

### 幼稚園
- 私立 
  - 中原幼稚園
  - 松若幼稚園
  - ひかり幼稚園
  - 筑水幼稚園
  - 月影幼稚園

### 保育園
- 町立 
  - 風の子保育園
  - ちくし保育園（閉園）
  - いずみ保育園（閉園）
  - 三根みどり保育園（上記二つの保育園が合併）
  - さくらの杜保育園

## 文化施設
- みやき町立図書館

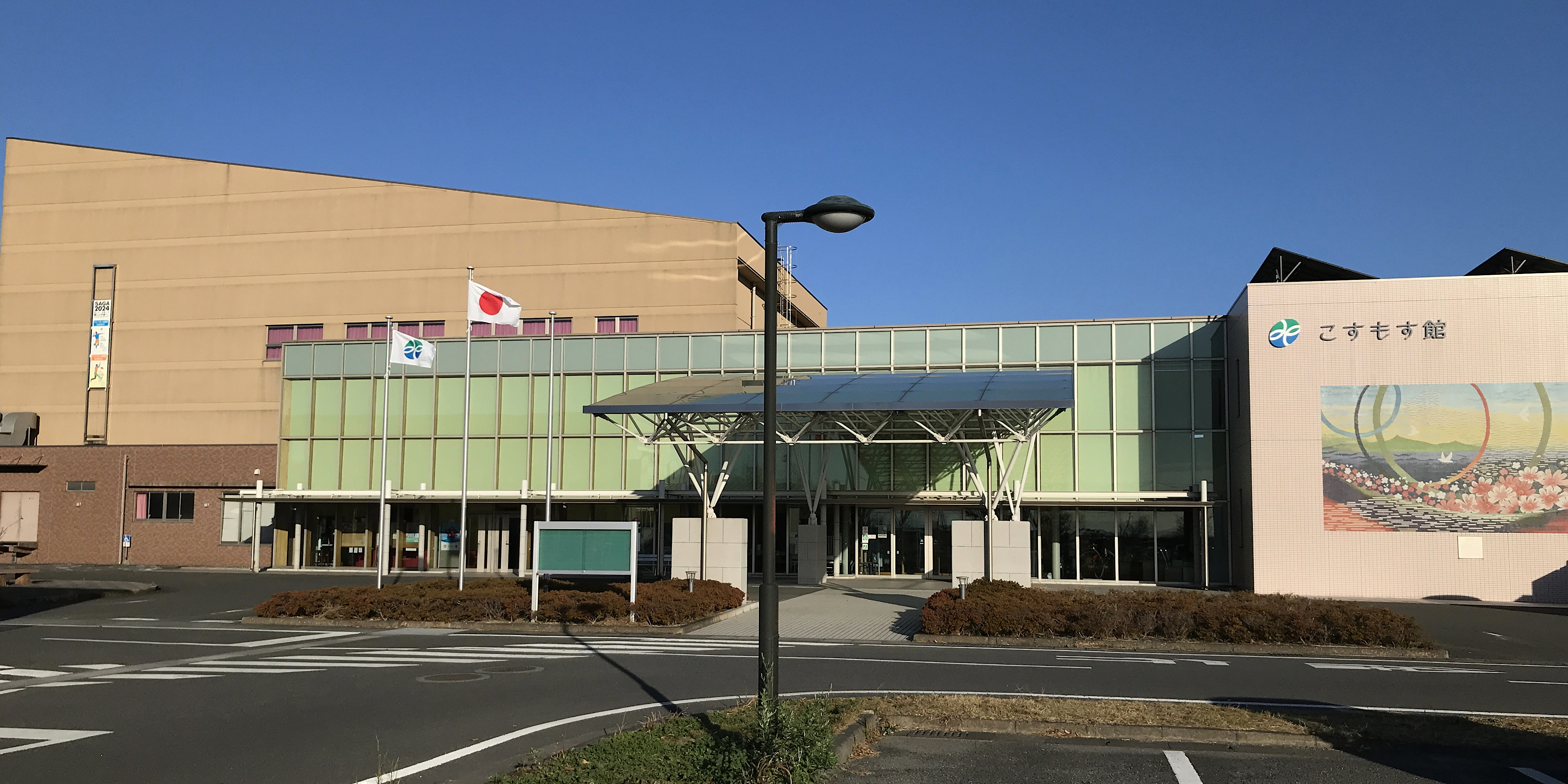
こすもす館

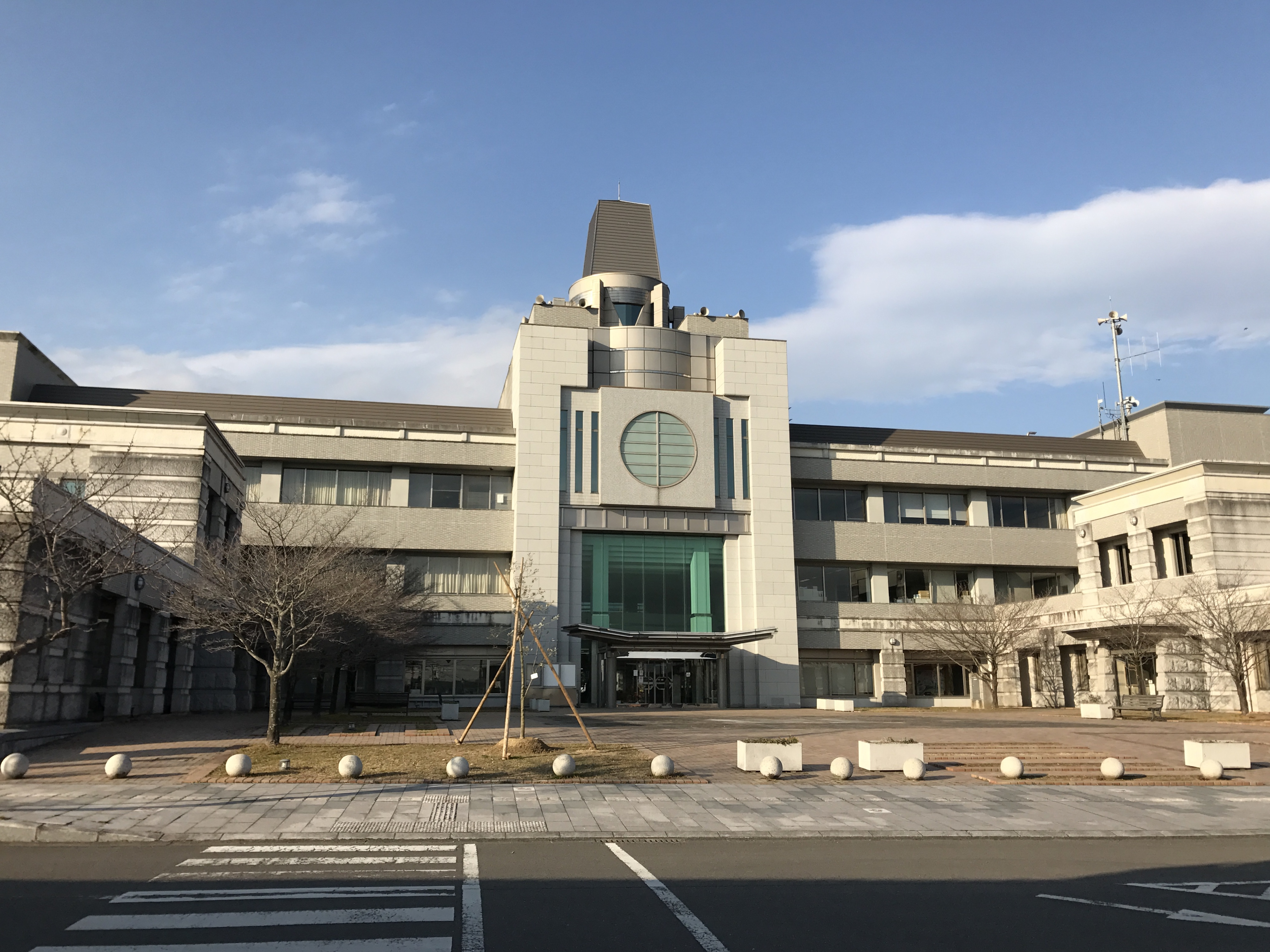
みやき町立図書館が入居する町役場中原庁舎

- こすもす館（みやき町コミュニティーセンター）
- みやき町農村環境改善センター
- 勤労青少年ホーム
- 働く婦人の家
- 教育委員会別室

## スポーツ施設
- ボートピアみやき
- 中原公園多目的広場
- みやき町中原公園
- みやき町町民ふれあい広場
- 北茂安運動場
- 北茂安運動広場
- 北茂安河川敷グラウンド
- 三根運動場
- 筑後川リバーサイドスポーツセンター
- 中原体育館
- 北茂安体育館
- 三根体育館
- 中原公園野球場
- 中原テニスコート
- 北茂安テニスコート
- 三根テニスコート
- B&G海洋センター（プール）
- 中原武道館
- 北茂安武道館

## 特産品
- 綾部のぼたもち
- エツ（筑後川で5月から7月まで限定で、佐賀県知事認可のもと操業できる｡）
- ウナギ[2]
- 酒
- トマト
- アスパラガス
- イチゴ
- タマネギ
- 天ぷら・竹輪・蒲鉾
- 水耕栽培野菜
- こんにゃく
- 野菜入り刺身こんにゃく
- い草
- シクラメン
- 白石焼
- 六田旭豆（1912年大正元年創業の六田旭豆本舗より発売）

## 名所・旧跡・観光スポット・祭事・催事

### 名所・史跡・観光スポット
- 鷹取山
- 山田水辺公園
- 白坂公園
- 風の館
- 風天山
- 中原駅北の蝋燭工場跡地
- 白石神社
- 千栗土居公園
- 筑後大堰

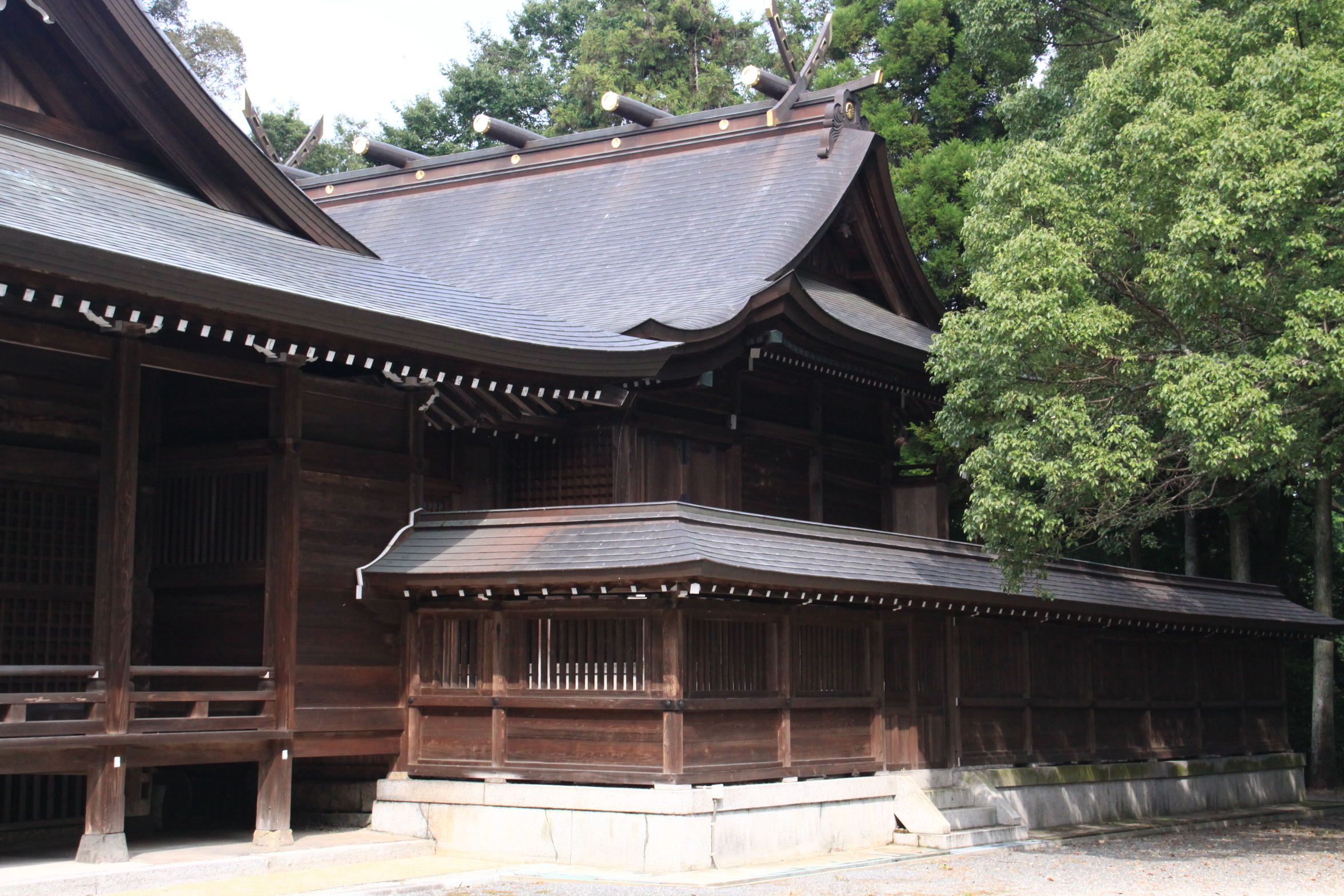
千栗八幡宮本殿

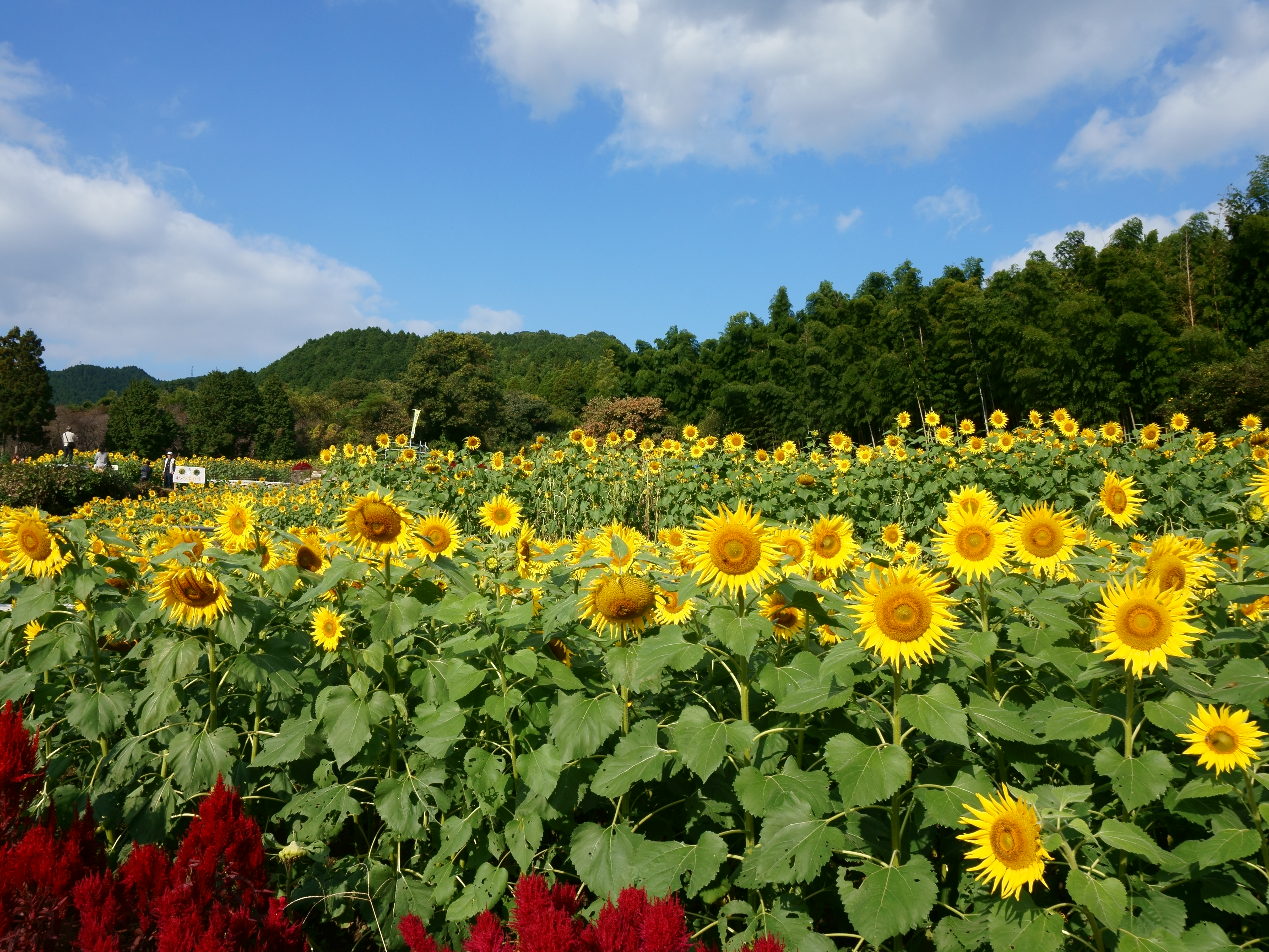
山田ひまわり園

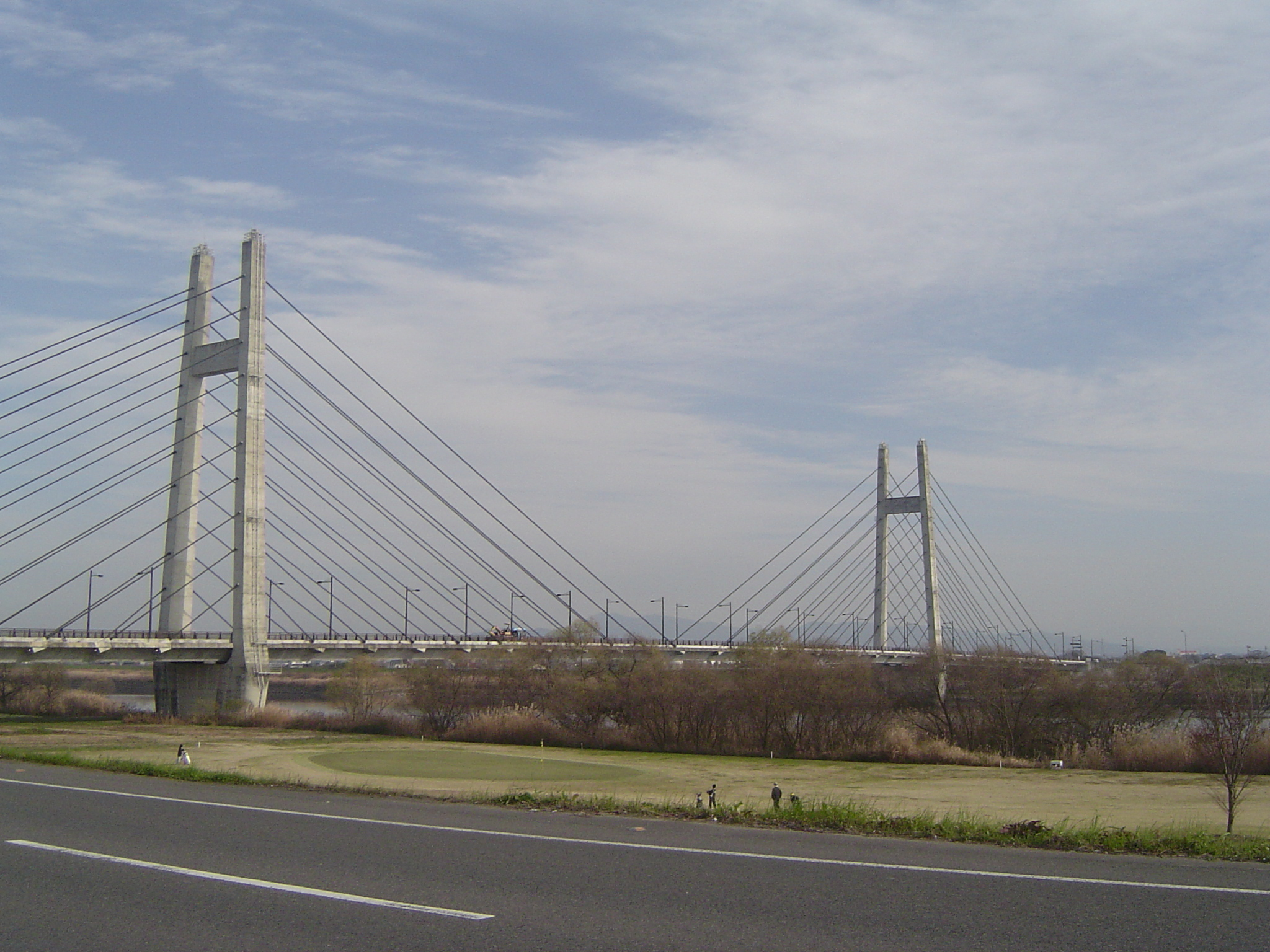
天建寺橋

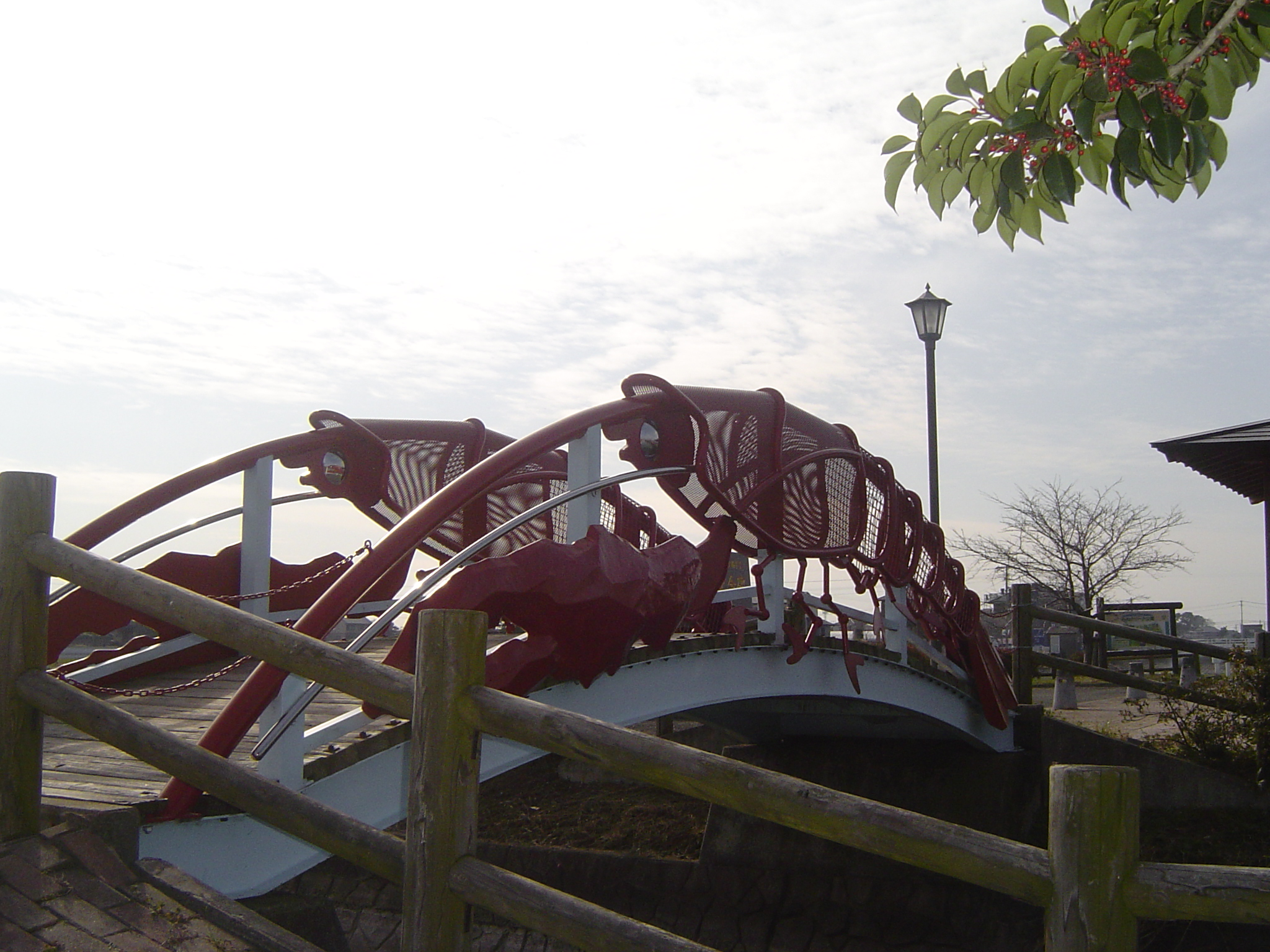
ザリガニ橋

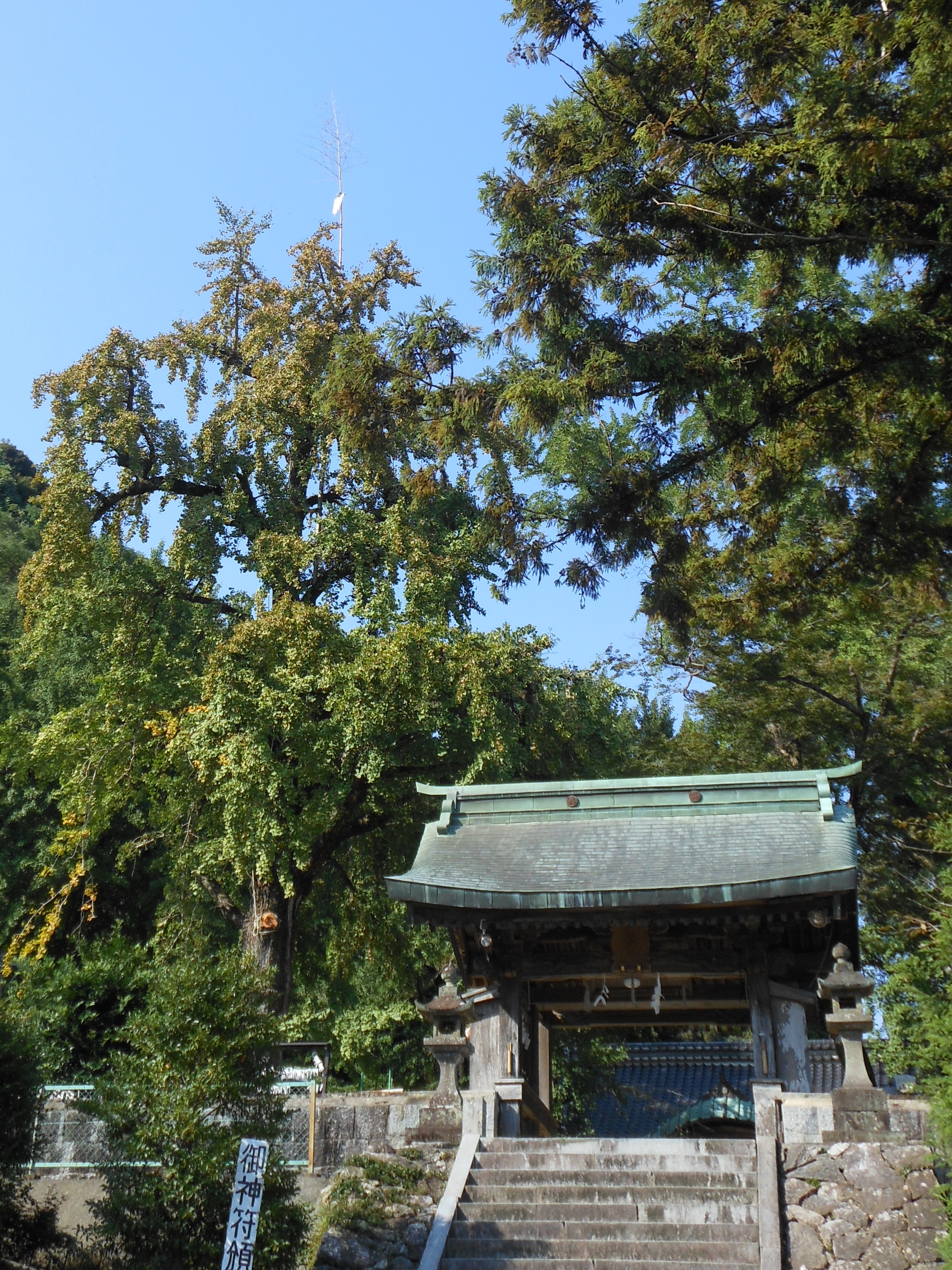
綾部神社

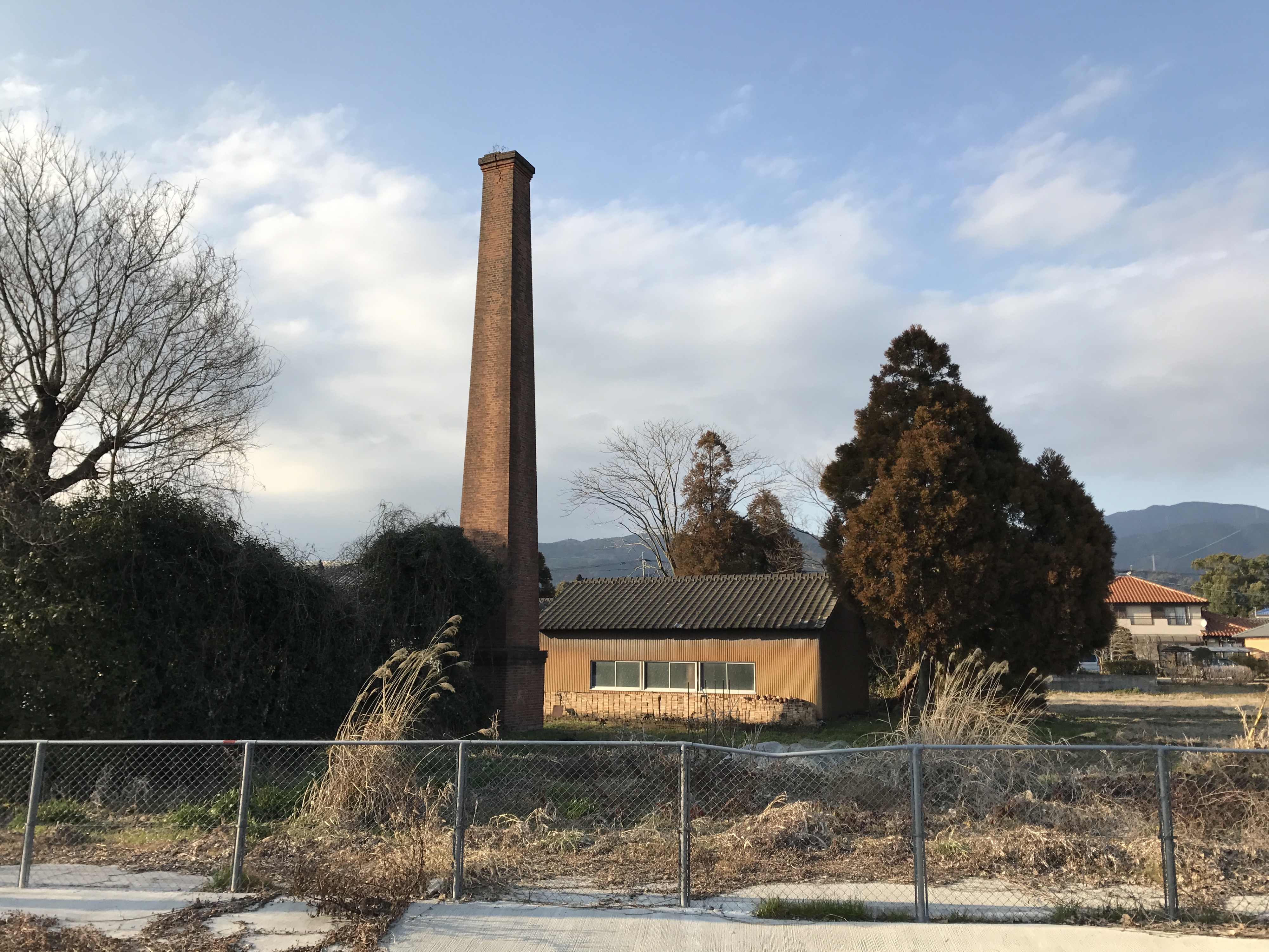
蝋燭工場跡煙突

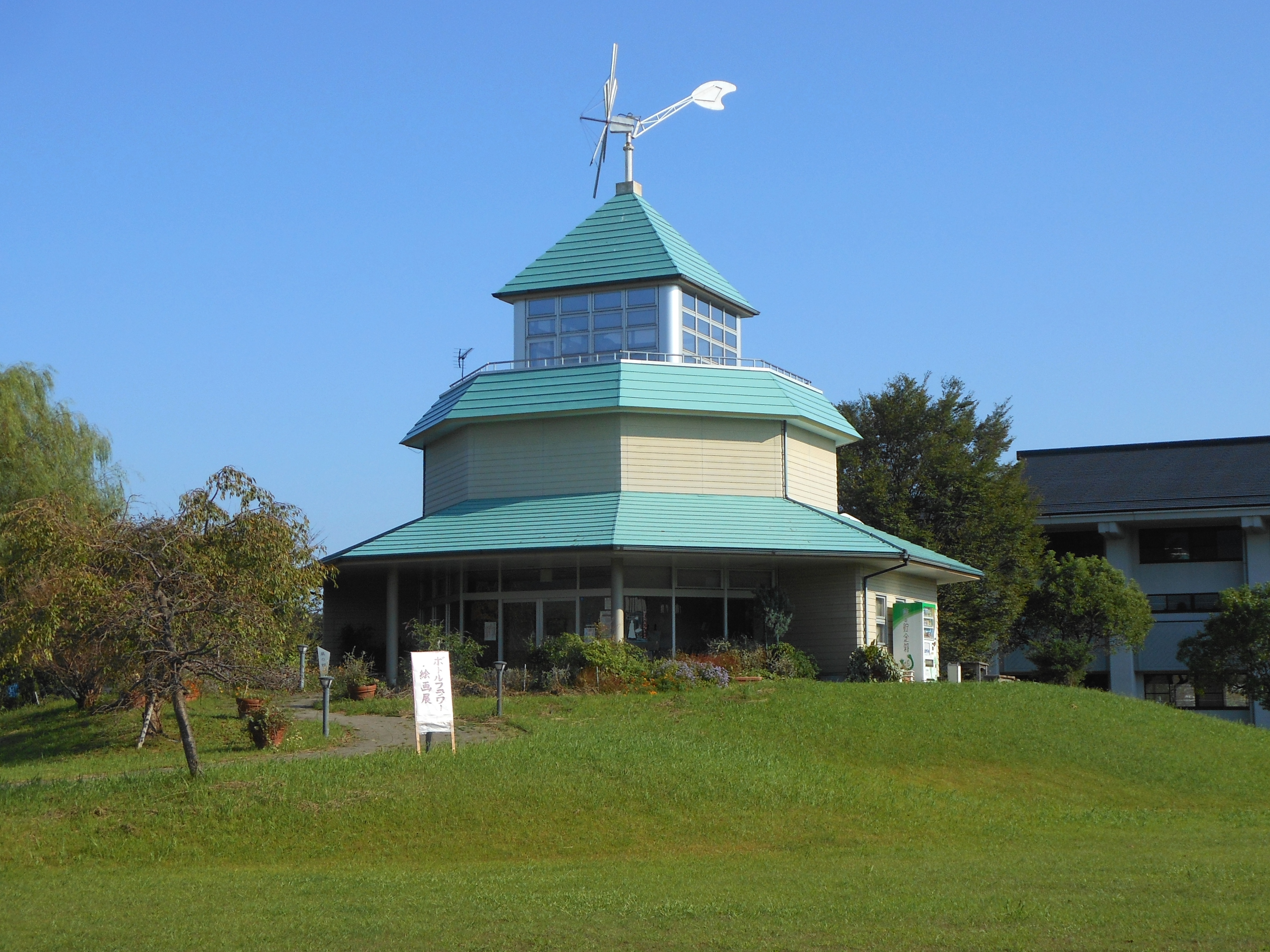
風の館

- 天建寺橋（旧三根町のシンボルとされていた）
- 三根クリーク公園（園内にザリガニ橋がある）
- 四季彩の丘みやき
- 長崎街道中原宿
- 姫方遺跡
- 高柳大塚古墳歴史公園
- 成富兵庫茂安公築堤功績碑
- 中津隈前方後円墳（宝満神社境内）
- 東尾大塚古墳墳
- 検見谷銅矛
- 連弧文昭明鏡
- 明徳銘地蔵尊蔵尊
- 西尾の六地蔵尊

### 祭事・催事
- 千栗八幡宮お粥試し(3月15日)
- 白石神社参道の桜(3月下旬～4月中旬)
- ホタル公園(5月下旬～6月中旬)
- 綾部神社旗揚げ神事(7月15日)
- 西の宮の祇園さん(7月15日)
- 千栗八幡宮名越祭(8月1日)
- 江見沖神事祭(9月12日に近い日曜日)
- 千栗八幡宮秋季大祭、千栗八幡宮行列浮立(9月15日)
- 綾部神社行列浮立(9月22日)
- 綾部神社奉納相撲(9月23日)
- 綾部神社旗降し神事(9月24日)
- 西の宮浮立、矢俣の宮浮立、宇佐の宮浮立(10月20日を中心とする土・日曜日)
- 中津隈宝満神社浮立(12年に一度(午年)10月下旬)
- 山田ひまわり園の秋咲きひまわり(10月下旬から11月中旬)
- ハゼの紅葉(11月中旬)
- 白石焼陶器祭り(毎年秋頃)

## みやき町出身者

### 政治家・軍人
- 加藤十四郎（衆議院議員、ジャーナリスト）
- 納富寿童（尺八演奏家・人間国宝）
- 松永貞市（海軍中将）
- 松永市郎（海軍大尉）(貞市の息子)

### 実業家
- 市村清（日本の実業家。リコーを中心とする「リコー三愛グループ」の創始者。）

### 芸術家
- 田代敏朗 (画家)

### スポーツ
- 古賀稔彦（柔道家・オリンピック金メダリスト）
- 古川隆志（元プロサッカー選手・サガン鳥栖）

### 芸能人
- あそどっぐ（お笑いタレント）
- 筒井莉子（元HKT48メンバー）
- 二宮正博（NHKアナウンサー）
- 益田恵梨菜（女優）
- 松本由紀（ラジオパーソナリティ）
- 向井秀徳（ミュージシャン）
- YUYA（ラジオパーソナリティ）